# Gare de Theux
Pour les articles homonymes, voir Theux (homonymie).
La gare de Theux est une gare ferroviaire belge de la ligne 44, de Pepinster à Stavelot, située sur le territoire de la commune de Theux en Région wallonne dans la province de Liège.
C'est une gare de la Société nationale des chemins de fer belges (SNCB) desservie par des trains Omnibus (L) et d'Heure de pointe (P).

## Situation ferroviaire
Établie à 253 mètres d'altitude, la gare de Theux est située au point kilométrique (PK) 3,20 de la ligne 44, de Pepinster à Stavelot, entre les gares ouvertes de Juslenville et de Franchimont. C'est une gare de croisement de la ligne à voie unique.

## Histoire

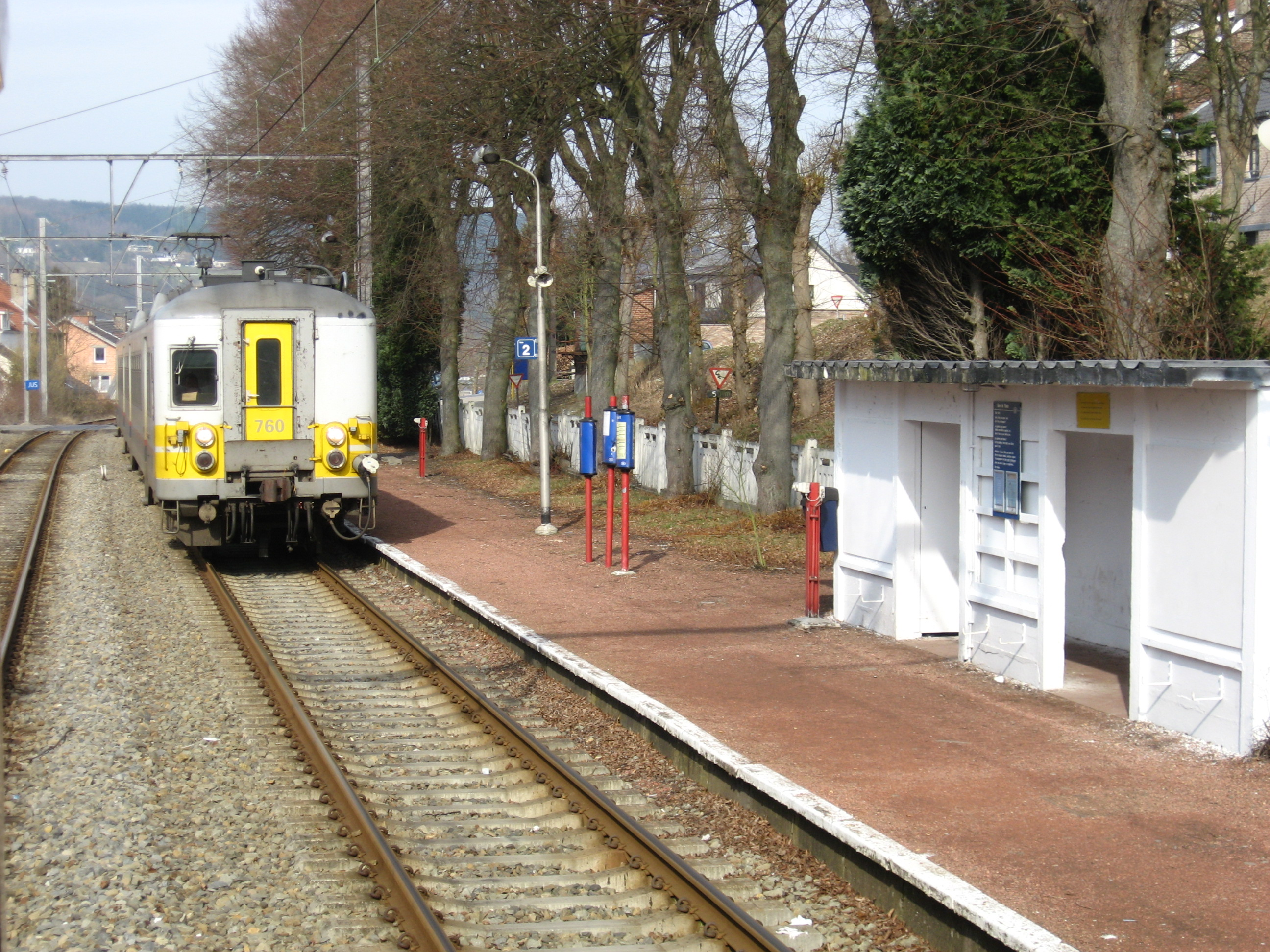
Quais de la gare.

La gare de Theux entre en service le 21 octobre 1854 lorsque la Compagnie du chemin de fer de Pepinster à Spa inaugure la ligne du même nom ; jusqu'en février 1855, Theux constitue le terminus provisoire de la ligne. Elle est désormais le seul bâtiment de gare datant de l'origine de la ligne qui existe encore.
À partir de 1868, la compagnie ayant été rachetée, la ligne fut prolongée jusqu'à la frontière avec le Luxembourg à Gouvy, constituant la jonction grand-ducale, de Pepinster à Luxembourg-Ville. Appartenant sur papier aux Chemins de fer Guillaume-Luxembourg et gérée par la compagnie française des Chemins de fer de l'Est, elle est ensuite nationalisée par l’État belge en 1872 après que la Compagnie de l'Est ait été amputée de son réseau en Alsace et en Lorraine après l'annexion de cette partie de la France par les Allemands, la contraignant dans la foulée de se désengager de l'exploitation ferroviaire au Luxembourg et en Belgique.
Entre 1860 et 1879, l'exploitation de la mine du Rocheux (contenant du minerai de fer, du plomb et de la pyrite) apporte un trafic important à la gare, acheminé par charrettes. Plus tard, en 1929, un raccordement vers l'usine DESPA (lavoir à laines) est mis en service et sera exploité jusqu'en 1975. La cour à marchandise, dont le hangar a été démoli en 1989, avait parmi ses clients une usine de carton (Onduléum).
En 1932, la SNCB ajoute les points d'arrêt de Theux (Marie-Louise) et de Theux (Centre), aux passages à niveau de la rue Marie-Louise et dans le virage près de la rue Bouxherie. La desserte de ces arrêts est suspendue en 1942 et ils sont formellement supprimés vers 1947,.
Depuis le 28 juin 2013, la gare est devenue un point d'arrêt et le guichet est définitivement fermé.
Le bâtiment, inutilisé, devrait accueillir les mouvements de jeunesse de la commune après rénovation.

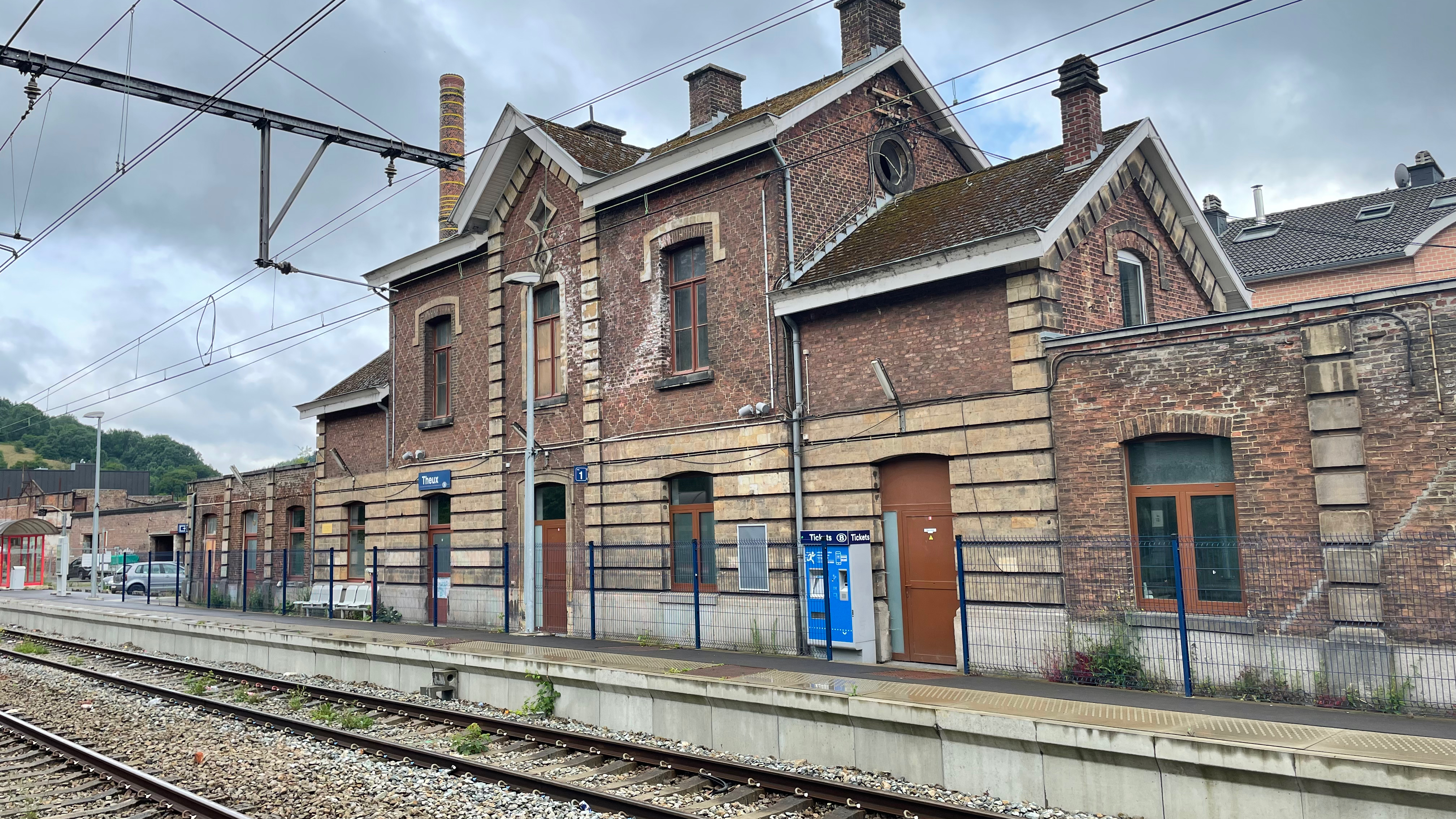
Le bâtiment de la gare et ses motifs en croisillons typiques des gares du Chemin de fer de Pepinster à Spa.

## Service des voyageurs

### Accueil
Halte SNCB, c'est un point d'arrêt non géré (PANG) à entrée libre. Il n'existe plus de guichet, pour l'achat d'un titre de transport, adressez-vous, de préférence, à l'automate de vente ou via un autre canal de vente.

### Desserte
Theux est desservie par des trains Omnibus (L) et d’Heure de pointe (P) de la SNCB circulant sur la ligne commerciale 37.
En semaine comme les week-ends, la gare est desservie par des trains L reliant Spa-Géronstère à Verviers Central au rhytme d'un par heure. En semaine, un aller-retour de trains L est prolongé jusque Welkenraedt (un dans chaque sens le matin et l'après-midi) et un train supplémentaire d’heure de pointe (P) relie Spa-Geronstère à Verviers-Central le matin.

### Intermodalité
Un parking pour les véhicules y est aménagé.

## Comptage voyageurs
Le graphique et le tableau montrent le nombre de passagers qui en moyenne embarquent durant la semaine, le samedi et le dimanche.
| Nombre de voyageurs qui embarquent à la gare de Theux | Nombre de voyageurs qui embarquent à la gare de Theux | Nombre de voyageurs qui embarquent à la gare de Theux | Nombre de voyageurs qui embarquent à la gare de Theux |
|                                                       | Semaine                                               | Samedi                                                | Dimanche                                              |
| ----------------------------------------------------- | ----------------------------------------------------- | ----------------------------------------------------- | ----------------------------------------------------- |
| 1977                                                  | 239                                                   | 81                                                    | 72                                                    |
| 1978                                                  | 252                                                   | 90                                                    | 63                                                    |
| 1979                                                  | 231                                                   | 98                                                    | 78                                                    |
| 1980                                                  | 217                                                   | 69                                                    | 55                                                    |
| 1981                                                  | 226                                                   | 81                                                    | 99                                                    |
| 1982                                                  | 196                                                   | 75                                                    | 69                                                    |
| 1983                                                  | 179                                                   | 65                                                    | 41                                                    |
| 1984                                                  | 172                                                   | 72                                                    | 79                                                    |
| 1985                                                  | 186                                                   | 66                                                    | 67                                                    |
| 1986                                                  | 186                                                   | 80                                                    | 60                                                    |
| 1987                                                  | 194                                                   | 103                                                   | 59                                                    |
| 1988                                                  | 211                                                   | 76                                                    | 53                                                    |
| 1989                                                  | 219                                                   | 74                                                    | 71                                                    |
| 1990                                                  | 180                                                   | 99                                                    | 62                                                    |
| 1991                                                  | 228                                                   | 103                                                   | 75                                                    |
| 1992                                                  | 165                                                   | 105                                                   | 59                                                    |
| 1993                                                  | 214                                                   | 116                                                   | 61                                                    |
| 1994                                                  | 219                                                   | 118                                                   | 59                                                    |
| 1995                                                  | 198                                                   | 89                                                    | 77                                                    |
| 1996                                                  | 193                                                   | 101                                                   | -                                                     |
| 1997                                                  | 195                                                   | 97                                                    | -                                                     |
| 1998                                                  | 212                                                   | 92                                                    | 76                                                    |
| 1999                                                  | 192                                                   | 86                                                    | 77                                                    |
| 2000                                                  | 225                                                   | 96                                                    | 80                                                    |
| 2001                                                  | 191                                                   | 95                                                    | 52                                                    |
| 2002                                                  | 177                                                   | 82                                                    | 58                                                    |
| 2003                                                  | 175                                                   | 110                                                   | 50                                                    |
| 2004                                                  | 217                                                   | 60                                                    | 64                                                    |
| 2005                                                  | 212                                                   | 105                                                   | 44                                                    |
| 2006                                                  | 204                                                   | 79                                                    | 72                                                    |
| 2007                                                  | 192                                                   | 82                                                    | 62                                                    |
| 2008                                                  | -                                                     | -                                                     | -                                                     |
| 2009                                                  | 204                                                   | 75                                                    | 96                                                    |
| 2010                                                  | -                                                     | -                                                     | -                                                     |
| 2011                                                  | -                                                     | -                                                     | -                                                     |
| 2012                                                  | 164                                                   | 76                                                    | 56                                                    |
| 2013                                                  | 160                                                   | 67                                                    | 54                                                    |
| 2014                                                  | 156                                                   | 81                                                    | 56                                                    |
| 2015                                                  | 125                                                   | 76                                                    | 33                                                    |
| 2016                                                  | 142                                                   | 88                                                    | 56                                                    |
| 2017                                                  | 105                                                   | 62                                                    | 64                                                    |
| 2018                                                  | 109                                                   | 70                                                    | 63                                                    |
| 2019                                                  | 141                                                   | 55                                                    | 38                                                    |
| 2020                                                  | 142                                                   | 50                                                    | 52                                                    |
| 2021                                                  | -                                                     | -                                                     | -                                                     |
| 2022                                                  | 140                                                   | 61                                                    | 65                                                    |
| 2023                                                  | 96                                                    | 52                                                    | 44                                                    |
| 2024                                                  | 117                                                   | 55                                                    | 44                                                    |

## Patrimoine ferroviaire

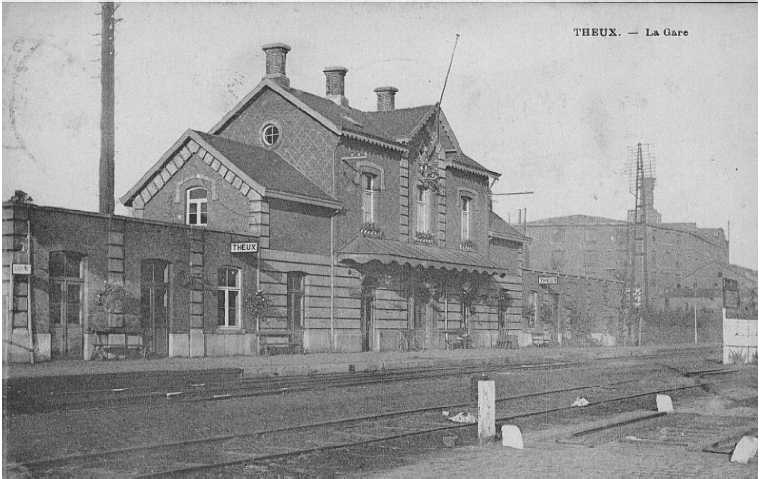
Vue du bâtiment vers 1900.

Le bâtiment des recettes de la gare, réaffecté en maison de la laïcité, est le dernier représentant encore debout des trois bâtiments de gare érigés par la Compagnie du chemin de fer de Pepinster à Spa, les deux autres construits à La Reid et Spa ayant été remplacés ultérieurement et démolis.
Il se présente sous la forme d'un corps principal à deux étages possédant de grands pignons longitudinaux, ceinturé par deux ailes au toit à deux pentes d'une travée dont l'étage supérieur, mi-haut, ne comporte de fenêtre qu'aux pignons transversaux. De part et d'autre se trouvent deux ailes à toit plat respectivement longues de trois et quatre travées.
Les décorations très particulières de la façade en briques — avec des motifs croisés de losanges et des filets diagonaux obtenus en marquant à la chaux le mortier entre certaines briques — est typique de la Compagnie de Pepinster à Spa et se retrouvent aussi sur les deux gares de Spa (celle de 1855 et celle de 1867). Ce motif a néanmoins disparu lors d'un sablage de la façade vers 2022 ou 2023 ; il apparaissait également sur les murs-pignons des ailes à toit plat, lesquelles sont rythmées par des pilastres recouverts de pierre de taille à refends. Le parement du rez-de-chaussée du corps central — sauf au niveau de l'entrée médiane — est également en pierre avec des refends au fond desquels la brique est apparente. Employant de classiques lucarnes en œil-de-bœuf pour les pignons transversaux de la partie centrale, ce bâtiment recourt à une juxtaposition de deux fenêtres en forme de losange pour les pignons longitudinaux, en miroir avec les décorations diagonales données aux briques. Les trois cheminées équidistantes, faisant partie des décorations de la toiture du bâtiment, ont été éliminées lors de la dernière rénovation. Le bâtiment possédait autrefois deux marquises identiques : une pour protéger les voyageurs des intempéries sur le quai attenant au bâtiment et une côté rue au-dessus de l'entrée.